# Kąp (Giżycko)
Kąp (deutsch Kampen) ist ein Dorf in der polnischen Woiwodschaft Ermland-Masuren, das zur Gmina Giżycko (Landgemeinde Lötzen) im Powiat Giżycki (Kreis Lötzen) gehört.

## Geographische Lage
Kąp liegt in der nordöstlichen Woiwodschaft Ermland-Masuren, sechs Kilometer südöstlich der Kreisstadt Giżycko (Lötzen).

## Geschichte
Das kleine masurische Dorf, das sich noch bis 1918 „Campen“ schrieb, wurde 1785 als Dorf mit 28 Feuerstellen, 1818 mit 21 Feuerstellen und 132 Seelen erwähnt. 
Im Jahr 1874 kam es zum neu errichteten Amtsbezirk Sulimmen (polnisch Sulimy) – innerhalb des Kreises Lötzen im Regierungsbezirk Gumbinnen (1905 bis 1945: Regierungsbezirk Allenstein) in der preußischen Provinz Ostpreußen.
208 Einwohner waren 1910 in Kampen – mit seinem Ortsteil Upalten-Bahnhof (polnisch Upałty) an der Bahnstrecke Lötzen–Johannisburg – registriert. Ihre Zahl stieg bis 1933 auf 229 und belief sich 1939 bereits auf 241.
Aufgrund der Bestimmungen des Versailler Vertrags stimmte die Bevölkerung im Abstimmungsgebiet Allenstein, zu dem Kampen gehörte, am 11. Juli 1920 über die weitere staatliche Zugehörigkeit zu Ostpreußen (und damit zu Deutschland) oder den Anschluss an Polen ab. In Kampen stimmten 140 Einwohner für den Verbleib bei Ostpreußen, auf Polen entfielen keine Stimmen.
Im Jahr 1945 kam das Dorf in Kriegsfolge mit dem gesamten südlichen Ostpreußen zu Polen und trägt seitdem die polnische Namensform „Kąp“. Nahebei, allerdings schon auf dem Gemeindegebiet von Miłki (Milken) liegt mit gleichem Namen die Siedlung Kąp, jedoch ist außer dem Namen keine Beziehung beider Orte zu belegen. Das Dorf Kąp ist heute Sitz eines Schulzenamtes (polnisch sołectwo) und eine Ortschaft im Verbund der Gmina Giżycko (Landgemeinde Lötzen) im Powiat Giżycki (Kreis Lötzen), vor 1998 der Woiwodschaft Suwałki, seitdem der Woiwodschaft Ermland-Masuren zugehörig.

## Religionen
Vor 1945 gehörte Kampen zur Evangelischen Pfarrkirche Lötzen in der Kirchenprovinz Ostpreußen der Kirche der Altpreußischen Union und in die Katholische Pfarrkirche St. Bruno Lötzen im Bistum Ermland. 
Heute gehört Kąp zur Evangelischen Pfarrkirche in Giżycko in der Diözese Masuren der Evangelisch-Augsburgischen Kirche in Polen, und auch katholischerseits ist das Dorf zur Kreisstadt hin orientiert – im Bistum Ełk (Lyck) der Römisch-katholischen Kirche in Polen.

## Schule
Eine Schule wurde in Kampen im Jahre 1741 gegründet. Sie wurde 1945 in zwei Klassen geführt.

## Verkehr
In Kąp treffen die polnische Landesstraße DK 63 (einstige deutsche Reichsstraße 131) und die Woiwodschaftsstraße DW 655 zusammen. Beide sind von großer Bedeutung, stellen sie doch eine Verbindung in den nordöstlichen Bereich Polens mit den Woiwodschaften Podlachien sowie Masowien und Lublin her. 
Im Ortsgebiet von Kąp lag seit 1906 die Bahnstation Upalten (polnisch Upałty) an der Bahnstrecke Lötzen–Johannisburg, auf der der Betrieb allerdings 1945 in Kriegsfolge eingestellt wurde und deren Anlagen größtenteils demontiert worden sind.